# Niasso
Niasso è un comune rurale del Mali facente parte del circondario di San, nella regione di Ségou.
Il comune è composto da 27 nuclei abitati:
- Belessoni
- Bienso
- Cinzo
- Daelan Sobala
- Daelan Sokourani
- Diéou Marka
- Diéou Peulh
- Djénéna
- Koro Guélébougou
- Koro Sobala
- M'Pèbougou
- Massadougou Marka
- Massadougou Peulh
- N'Gouna

- Niantiébougou
- Niasso
- Ouolofanasso
- Pourè
- Sibougou Wérè I
- Sibougou Wérè II
- Solosso
- Soucko
- Tana
- Tiby–Bambara
- Tiékélenso
- Tontona
- Zébougou